# Cameron E. Thom
Cameron Erskine Thom (ur. 20 lipca 1825, zm. 2 lutego 1915) – amerykański prawnik, polityk, szesnasty burmistrz Los Angeles.
Urodził się w Wirginii, do Kalifornii trafił na fali gorączki złota w 1849 roku. Studiował prawo w Sacramento, przeniósł się do Los Angeles i w latach 1854–57 sprawował urząd Prokuratora Hrabstwa Los Angeles (Los Angeles County District Attorney). W 1857 r. został wybrany do Senatu Stanowego Kalifornii. Podczas wojny secesyjnej walczył po stronie Konfederacji. Po powrocie ponownie sprawował urząd Prokuratora Hrabstwa Los Angeles (1869–1873 i 1877–1879).
Obrany burmistrzem Los Angeles, swoje dwie kadencje sprawował w latach 1882–1884.